# Tomáš Vrťo
Tomáš Vrťo (Ostrava, 6 settembre 1988) è un calciatore slovacco, attaccante del Baník Ostrava.